# Katy Perry
Pour les articles homonymes, voir Katherine Perry, Perry, Katy Hudson (homonymie) et Hudson.
Cet article possède un paronyme, voir Kati Piri.
Katy Perry, de son vrai nom Katheryn Hudson (née le 25 octobre 1984 à Santa Barbara, en Californie), est une auteure-compositrice-interprète américaine de musique pop et rock électronique. Après avoir chanté à l'église durant son enfance, elle poursuit une carrière dans la musique gospel à l'adolescence. Perry signe avec Red Hill Records et publie son premier album studio de gospel, Katy Hudson, sous son nom de naissance, en 2001, sans trouver le succès. Elle s'installe à Los Angeles l'année suivante, pour se lancer dans la musique pop, après la cessation des activités de Red Hill Records. Elle commence ensuite à travailler avec les producteurs Glen Ballard, Dr Luke et Max Martin. Après avoir adopté le nom de scène Katy Perry (le nom de jeune fille de sa mère) et sans avoir convaincu les labels Island Def Jam Music Group et Columbia Records, elle signe finalement un contrat d'enregistrement avec Capitol Records en avril 2007.
Katy Perry devient célèbre en 2008 avec la sortie de son deuxième album, un disque de pop rock intitulé One of the Boys, et des singles I Kissed a Girl et Hot n Cold. Son troisième album, Teenage Dream (2010), est plus pop et est son premier album en tête du Billboard 200. Elle domine le Billboard Hot 100 avec les singles California Gurls, Teenage Dream, Firework, ET et Last Friday Night (TGIF) tandis que The One that Got Away atteint la troisième place du Billboard. L'album devient le premier par une artiste féminine à comprendre cinq chansons (six, si l'on compte la réédition de 2011) classées numéro un aux États-Unis et le deuxième en nombre de numéros un après l'album de Michael Jackson, Bad. En mars 2012, elle réédite l'album Teenage Dream: The Complete Confection, qui a produit les chansons Part of Me et Wide Awake. Son quatrième album, Prism (2013), est son deuxième album au sommet des charts américains. Elle est influencée par la pop et la dance et elle est devenue la première artiste à atteindre un milliard de vues sur Vevo avec les vidéos pour ses chansons Roar et Dark Horse. Son cinquième album, Witness (2017), se plonge dans l'electro-pop et devient son troisième album à atteindre le numéro un aux États-Unis. Le single qui rencontre le plus grand succès, Chained to the Rhythm, bat le record d'écoutes sur Spotify vingt-quatre heures après sa sortie. Son sixième album, Smile, intégralement pop, est publié le 28 août 2020.
Katy Perry remporte de nombreux prix, dont quatre Guinness World Records, cinq American Music Awards, un Brit Award et un prix Juno. Elle est incluse dans les listes annuelles Forbes des femmes les plus productrices de musique de 2011-2017. Sa fortune est estimée en 2016 à 125 millions de dollars. Play est le premier spectacle en résidence mise en place par la chanteuse américaine Katy Perry. Les huit premiers concerts sont annoncés en mai 2021 et se déroulent au Resorts World Theatre de Las Vegas, du 29 décembre 2021 au 4 novembre 2023 et annonce son retour pour l'année suivante avec un nouvel album et une tournée mondiale. 2024 la nouvelle ère commence avec un style sexy et futuriste avec la sortie de sa première chanson Woman's World le 11 juillet 2024 et la sortie du clip vidéo le 12 juillet 2024. Son album intitulé 143 est disponible en pré commande sur son site le 10 juillet pour une sortie le 20 septembre 2024 : « J'ai décidé de créer un album dance-pop audacieux, exubérant et festif avec l'expression symbolique de l'amour, le nombre 143, comme message principal », révèle l’artiste américaine dans un communiqué de presse.
Katy Perry compte e 143 millions de disques vendus dans le monde.

## Biographie

### Enfance (1984–1998)
Katheryn Elizabeth Hudson naît le 25 octobre 1984 à Santa Barbara, en Californie, d'un couple de pasteurs pentecôtistes d'ascendances anglaise, irlandaise, allemande et portugaise. Elle grandit en Californie du Sud dans un environnement très conservateur et chrétien. Deuxième enfant de la famille, elle a une sœur aînée, Angela (née en 1982), et un frère cadet, David. Sa mère est la nièce de la scénariste Eleanor Perry et du réalisateur Frank Perry (1930–1995). Interdite de musique profane, elle grandit en écoutant du gospel et fréquente des écoles et des camps de vacances chrétiens. Lorsqu'elle était petite, Katy chantait pour s'endormir, comme le font les oiseaux, c'est d'ailleurs pour cela que sa mère la surnomme « Oiseau » (la mère de Katy Perry sait parler français). Sa famille, criblée de dettes, fait parfois appel à la banque alimentaire.
Bien que ne s'identifiant pas à une religion en particulier, Katy Perry explique : « Je prie tout le temps — pour la paix intérieure, pour l'humilité. »
Elle imite sa sœur Angela, à qui elle emprunte des cassettes, et chante devant ses parents, qui lui suggèrent de suivre des cours de chant. Elle s'entraîne alors au chant à l'âge de 9 ans, s'implique dans les fonctions pastorales de ses parents et chante dans leur église entre 9 et 17 ans. À 13 ans, Katy Perry reçoit sa première guitare, et joue publiquement des chansons qu'elle a écrites. En grandissant, adolescente, elle tente de devenir « la fille californienne typique » et pratique le roller, le skateboard et le surf. David la décrit comme un garçon manqué à l'époque. Katy apprend à danser dans un centre de loisirs de Santa Barbara, où ses cours sont animés par des danseurs de l'« ancienne école », et apprend le swing, le lindy hop et le jitterbug. Elle commence à se faire des teintures brunes. À l'âge de 15 ans, Katy Perry est persuadée qu'elle souhaite faire de la chanson son métier.

### Débuts (1999–2007)
Katy obtient son General Educational Development (GED) à 15 ans, et quitte la Dos Pueblos High School afin de lancer sa carrière musicale. Elle prend brièvement des cours de chant dans des salles louées à la Music Academy of the West à Santa Barbara. Son chant attire l'attention des rockeurs Steve Thomas et Jennifer Knapp originaires de Nashville,, grâce à qui elle enregistre des démos et apprend à composer et à jouer de la guitare. Après avoir signé avec Red Hill Records, Katy Perry enregistre son premier album orienté gospel intitulé Katy Hudson. L'album est publié le 6 mars 2001 avant que Katy n'organise la Strangely Normal Tour pour en faire la promotion. L'album n'atteint pas le succès commercial escompté, et ne se vend qu'à 200 exemplaires, avant que le label ne cesse ses activités en décembre.
Passant du gospel à la musique profane, Katy Perry se lance dans l'écriture de chansons aux côtés du producteur Glen Ballard, et emménage à Los Angeles à 17 ans. En 2004, Katy Perry signe avec le label de Ballard, Java, affilié à The Island Def Jam Music Group. Elle enregistre seule, mais l'enregistrement est annulé lorsque Java cesse ses activités. Ballard présente alors Katy Perry à Tim Devine, un exécutif de Columbia Records, elle signe avec ce dernier. Pendant deux ans, Katy Perry écrit et enregistre pour Columbia et travaille avec des interprètes comme Desmond Child, Greg Wells, Butch Walker, Scott Cutler/Anne Previn, The Matrix, Kara DioGuardi, Max Martin, et Dr. Luke,. Elle enregistre plus tard en groupe avec The Matrix. Renvoyée de Columbia en 2006, alors qu'elle achève presque l'enregistrement de son nouvel album, Katy est engagée par Taxi, une société indépendante.
Katy Perry est très peu connue alors. L'une des chansons qu'elle enregistre pour son premier album, Simple, est présentée dans la bande originale du film Quatre filles et un jean, sorti en 2005. Elle est choriste sur la chanson Old Habits Die Hard interprétée par Mick Jagger, chanson qui remporte un Golden Globe dans la catégorie de « meilleure chanson originale » pour le film Alfie. En septembre 2004, le magazine Blender surnomme Katy Perry The Next Big Thing (« Le prochain gros succès »). Elle contribue aux chœurs sur le morceau Goodbye for Now de P.O.D., elle est présentée en 2006 à la fin du clip vidéo. Cette année, Katy Perry apparaît également dans le clip vidéo du titre Learn to Fly de Carbon Leaf, et de Cupid's Chokehold de Gym Class Heroes,,, une reprise de Supertramp.
Pour autant, la chanteuse recherche encore le projet qui la propulsera. Abandonnant le gospel, elle s'intéresse au rock et se lance, dans la foulée de la sortie de son premier opus, dans deux projets d'albums abandonnés par la suite. Le premier est le projet qui aurait dû accompagner son nouveau nom de scène, avec le titre éponyme Katy Perry. La chanteuse a, à quelques reprises, communiqué à propos de la sortie future de cet album, notamment dans une interview pour Blender[réf. souhaitée]. L'album est prévu pour 2005, sous le label Ballard label avec lequel Perry a signé l'année précédente mais le projet ne voit pas le jour car la maison de disques ferme dans la foulée. Si la majorité des chansons sélectionnées pour ces deux albums inédits sont aujourd'hui encore inconnues, Simple, qui bénéficie d'un clip, figure dans la bande son de la première des deux adaptations cinématographiques du roman Quatre Filles et un jean (2005).

### Succès etOne of the Boys(2008–2009)

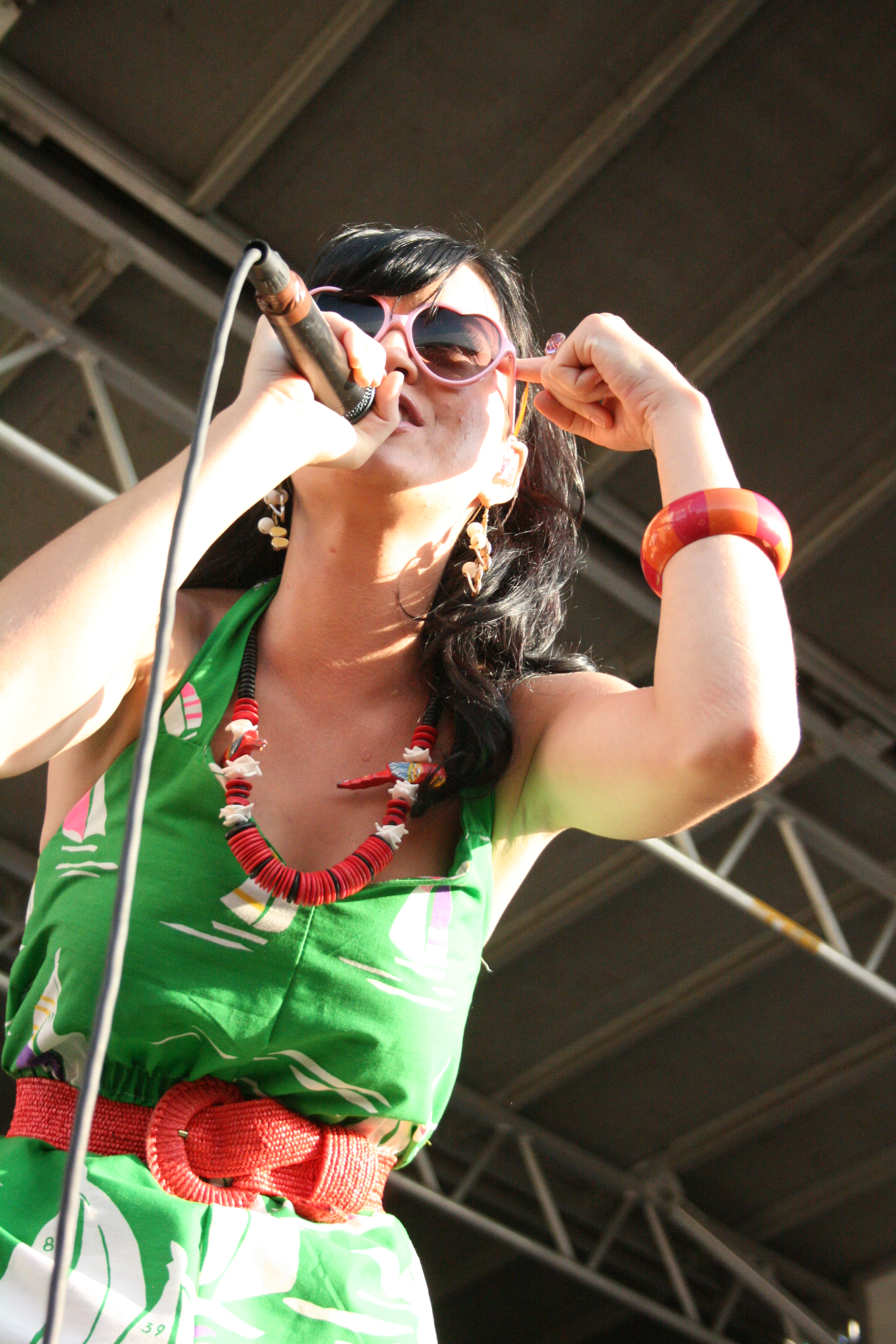
Katy Perry sur scène en août 2008.

Alors que son album vient d'être rejeté par Columbia en 2006, Angelica Cob-Baehler, l'une de ses dirigeants enthousiasmée par le travail de Katy Perry, la recommande à Capitol Records dont le président est Jason Flom. En dépit des réactions mitigées de ses collègues, Flom est persuadé du talent de la chanteuse et, début 2007, Katy Perry et Dr Luke écrivent les chansons I Kissed a Girl et Hot n Cold pour son deuxième album One of the Boys. Une campagne publicitaire est lancée, en novembre 2007, avec le clip vidéo du titre Ur So Gay. Un EP numérique dont le titre principal est Ur So Gay est ensuite publié pour attirer l'attention,. Madonna parle du titre lors de l'émission radio JohnJay & Rich en avril 2008 expliquant qu'il s'agit de sa chanson préférée du moment. En mars 2008, Katy Perry fait une apparition dans la série télévisée Wildfire, puis dans The Young and the Restless.
Katy Perry fait paraître I Kissed a Girl, le 28 avril 2008, en tant que single principal de One of the Boys. La première radio à diffuser la chanson est WRVW à Nashville. La chanson se classe à la première place aux États-Unis dans le classement Billboard Hot 100, et le titre se vend à plus de six millions d'exemplaires dans le monde, dont quatre millions aux États-Unis. Le premier album de Katy Perry, One of the Boys, publié le 17 juin 2008, est accueilli d'une manière mitigée par la presse spécialisée et atteint la neuvième place du Billboard 200,. Il s'écoule néanmoins à plus de cinq millions d'exemplaires. Le deuxième single, Hot n Cold, publié en septembre 2008, devient le meilleur single de l'album, qui atteint la troisième place du Billboard Hot 100, et la première en Allemagne, au Canada, aux Pays-Bas et en Autriche. Le single dépasse la barre des cinq millions de ventes aux États-Unis en 2013. Les chansons suivantes Thinking of You et Waking Up in Vegas sont publiées en 2009, et atteignent le top 30 du Hot 100.
Après le Warped Tour 2008, Katy Perry organise et participe à sa première tournée mondiale, Hello Katy Tour, lancée le 23 janvier 2009 et achevée en novembre 2009. Le 4 août 2009, elle joue lors d'une soirée au Summer Tour 2009 de No Doubt. Le premier album homonyme de The Matrix, groupe dans lequel Katy Perry travaillait en 2004, est publié à la suite de son succès de musicienne en solo. Le 22 juillet 2009, Katy Perry enregistre un album live intitulé MTV Unplugged publié le 17 novembre 2009. Katy Perry contribue également à deux singles d'autres artistes ; sur un remix de la chanson du groupe 3OH!3, Starstrukk, en septembre 2009, et une chanson de Timbaland intitulée If We Ever Meet Again, issu de son album Shock Value II, en janvier 2010,.

### Teenage Dream(2010–2012)

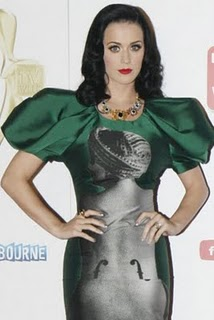
Katy Perry au TV Week Logies 2011.

Après avoir été membre du jury de X-Factor, Katy Perry sort en mai 2010 un nouveau single, California Gurls en collaboration avec Snoop Dogg, premier extrait de l'album Teenage Dream. Dès sa sortie, le titre se place no 1 des ventes aux États-Unis, au Canada, en Australie et en Nouvelle-Zélande. Grâce à ce titre, la chanteuse dépasse pour la seconde fois la barre des 5 millions de ventes aux États-Unis. no 1 dans plusieurs pays, l'album Teenage Dream est certifié disque de platine aux États-Unis (plus de deux millions d'exemplaires) et en France, mais aussi double platine au Royaume-Uni et au Canada, et triple disque de platine en Australie, pour un total de plus de 6 millions de ventes.

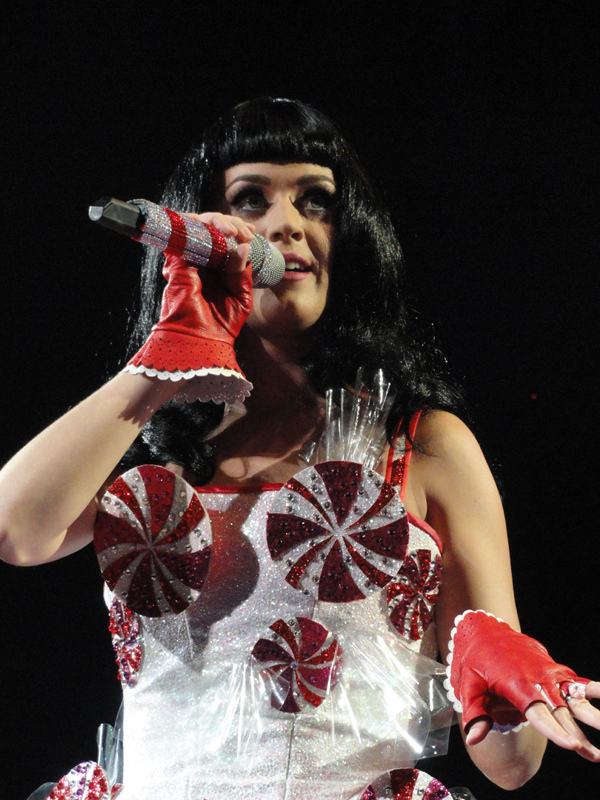
Katy Perry sur scène en juillet 2011.

La tournée en soutien à l'album, le California Dreams Tour, se déroule de février à novembre 2011, totalisant 122 dates. Pour ce spectacle, Katy Perry travaille pour la première fois avec le concepteur Baz Halpin. Le deuxième extrait de l'album, Teenage Dream, rencontre lui aussi un grand succès (no 1 aux États-Unis pendant deux semaines, près de quatre millions d'exemplaires vendus), tout comme les suivants, Firework (no 1 durant quatre semaines et plus de six millions de ventes), E.T. (no 1 durant cinq semaines, plus de cinq millions d'exemplaires vendus), et Last Friday Night (T.G.I.F.) (no 1 pendant deux semaines). En plaçant cinq singles issus d'un même album à la première place du Billboard, elle égale le record de Michael Jackson avec son album Bad, tout en devenant la première artiste féminine à atteindre ce record. Le sixième extrait, The One that Got Away se classe à la troisième position, faisant de Teenage Dream le sixième album avec six singles classés dans le Top 10,.
Une réédition de l'album, Teenage Dream: The Complete Confection, paraît le 26 mars 2012 portée par les titres Part of Me, qui se classe no 1 du Billboard dès sa sortie, et Wide Awake. Un documentaire en 3D retraçant la carrière de la chanteuse, Katy Perry: Part of Me, sort le 5 juillet 2012 dans les pays anglophones. Par ailleurs, Katy Perry prête sa voix pour le film Les Schtroumpfs, aux côtés de Neil Patrick Harris, Jonathan Winters et Alan Cumming, et sort une Barbie à son effigie ainsi qu'un second parfum. En 2013, elle enregistre et coécrit un duo avec le guitariste John Mayer, Who You Love, sur l'album de ce dernier, Paradise Valley.

### Prismet Superbowl (2013–2016)

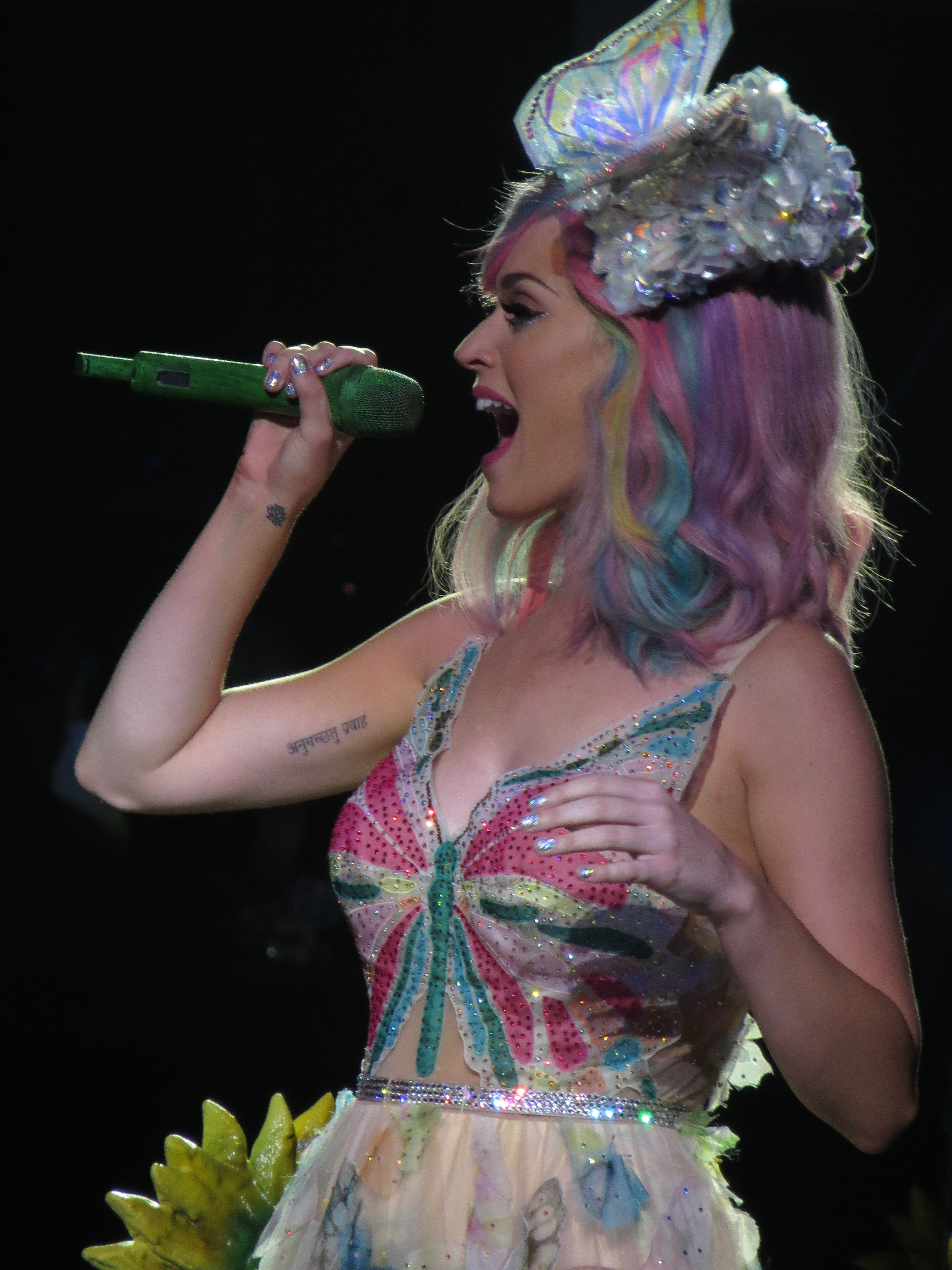
Katy Perry sur scène le 17 mai 2014 à Glasgow.

Après avoir annoncé un nouvel album plus sombre que les précédents (dans une vidéo, la chanteuse brûlait la perruque bleue symbole de l'ère Teenage Dream). , elle publie l'album Prism le 21 octobre 2013, sur lequel ont collaboré Sia, Max Martin, Dr. Luke et Bonnie McKee. En seulement quatre mois, Prism s'écoule à plus de 2,5 millions d'exemplaires.
Le premier single extrait, Roar, devient son huitième titre classé no 1 aux États-Unis, où il dépasse les 5 millions de ventes. Après le single Unconditionally, au succès plus relatif, la chanteuse retrouve la première place des ventes avec le titre suivant, Dark Horse. Birthday et This Is How We Do sont les deux derniers singles de Prism. Artiste de l'année aux NRJ Music Awards, elle remporte également le prix de la chanson internationale pour Roar, et le Best Digital Award. Une nouvelle tournée, The Prismatic World Tour, se déroule de mai 2014 à octobre 2015, durant laquelle la chanteuse donnera plus de 150 concerts, attirant plus de 2 millions de spectateurs.
Une fois encore, Katy Perry travaille avec le concepteur Baz Halpin. Le spectacle à grand déploiement est divisé en plusieurs tableaux (section ‘Égypte ancienne’, section ‘félins’, section ‘acoustique’…) et comprend de nombreux changements de décors et de costumes. Les chansons sont le plus souvent accompagnées de numéros de danse, de projections vidéo, et même dans certains cas de segments acrobatiques.
La tournée touche tous les continents sauf l’Afrique. Succès honorable en Europe, le spectacle marche très bien au Canada, aux États-Unis et en Océanie, où Katy Perry donnera 25 concerts, tous à guichets fermés. Deux des quatre concerts donnés à Sydney ont été enregistrés et télédiffusés par la suite.
En 2014, elle lance son propre label musical, Metamorphosis Music, affilié à Capitol Records.

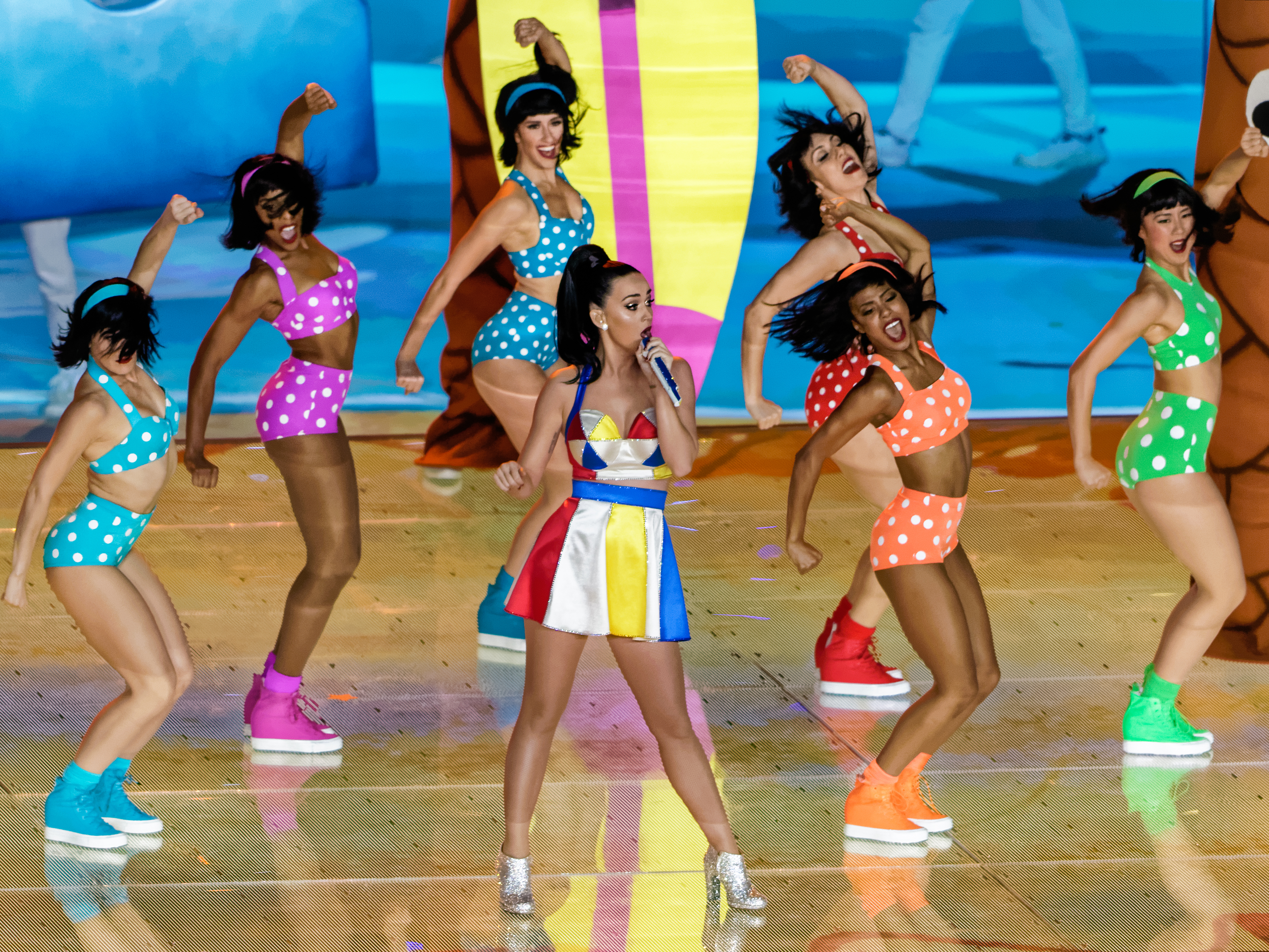
Katy Perry lors du Super Bowl XLIX.

À l'occasion du Super Bowl, elle donne un concert de 12 minutes pendant la mi-temps du match, concert qui deviendra le show le plus suivi de l'histoire du Super Bowl avec 118,5 millions de téléspectateurs américains. Le spectacle marque les esprits en partie à cause d'un danseur, costumé en requin, qui semble avoir du mal à respecter sa chorégraphie. En juin 2015, Katy Perry devient la première artiste féminine à avoir un clip ayant atteint le milliard de vues sur YouTube et Vevo (avec le clip de Dark Horse). Un mois plus tard, le clip de Roar franchit lui aussi ce seuil symbolique.
Le 15 juillet 2016, Katy Perry dévoile Rise, un single qui servira pour la promotion des Jeux de Rio 2016. Cette chanson est un hymne à l'unité des peuples, à la coopération, à la fraternité, avec en toile de fond le milieu du sport.

### Witness(2017–2018)

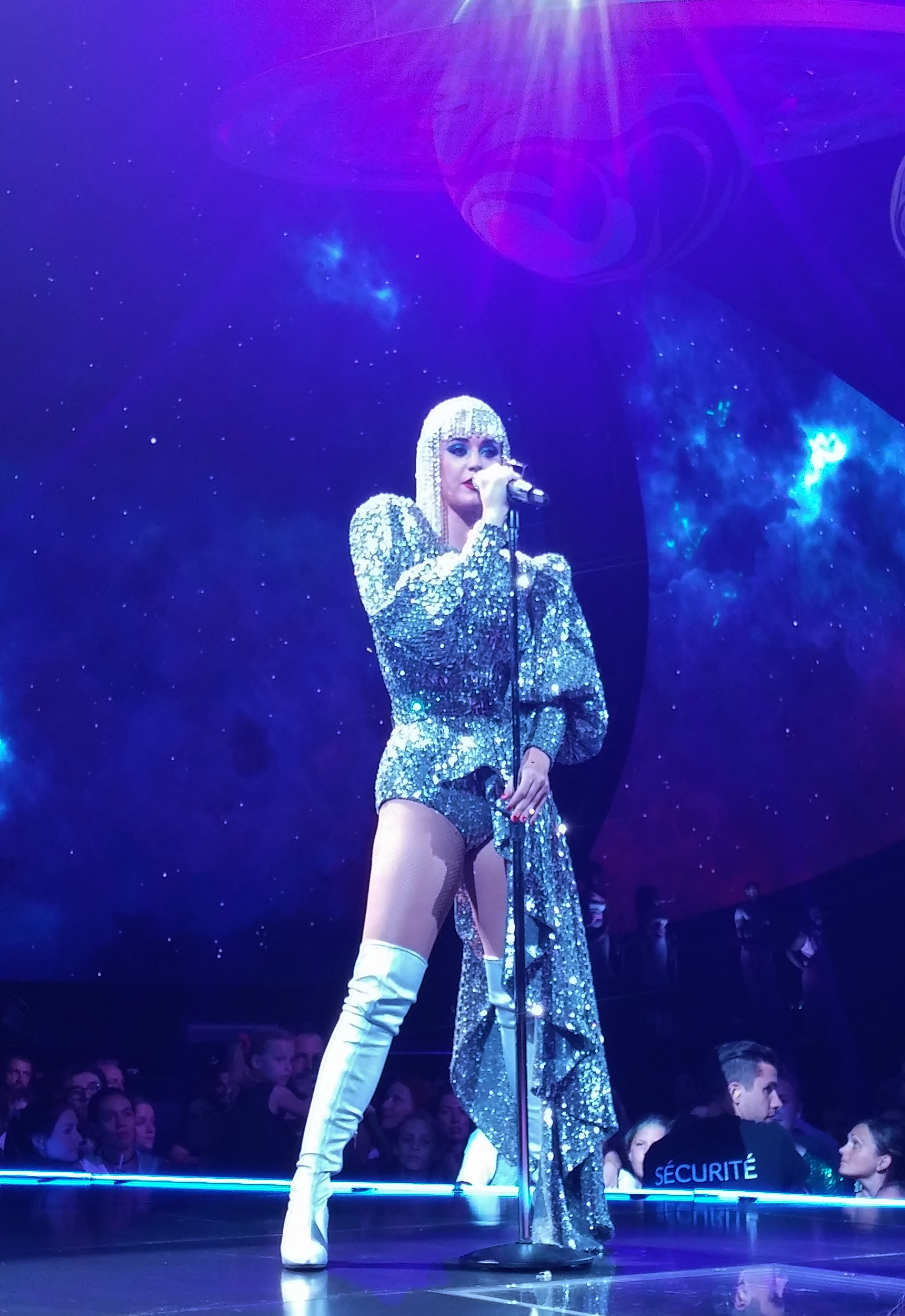
Katy Perry lors du Witness: The Tour en 2017.

Le 9 juin 2017, paraît son nouvel album, Witness, soutenu par les titres Chained to the Rhythm (qui atteint le top 10 dans la plupart des pays), Bon Appétit et Swish Swish (en duo avec Nicki Minaj). Pour souligner la sortie de Witness, Katy Perry se fait filmer pendant 96 heures dans le cadre d'un 'reality-show' diffusé en direct sur sa chaîne YouTube. Cet événement est un succès en ligne, étant regardé par pas moins de 49 millions de spectateurs. Musicalement, Witness est un disque à dominance électro-pop, mais reste assez éclectique (rythmes disco dans Chained to the Rhythm, chorale gospel dans Pendulum). Les paroles sont plus explicites que sur ses disques précédents. Mais tant au niveau critique que commercial, l'album n'est pas aussi bien reçu que ses prédécesseurs.
Le 15 juin 2017, Calvin Harris sort la chanson Feels en collaboration avec Perry, Pharell Williams et Big Sean.
Le titre connaît un vif succès qui atteindra notamment la 1re place en France et au Royaume-Uni.
Une nouvelle tournée mondiale, le Witness Tour, est prévue de septembre 2017 à août 2018. La série de spectacles devait s'amorcer à Columbus le 7 septembre 2017. À la suite de retards dans la production d'éléments de la scénographie, c'est plutôt à Montréal le 19 septembre que la tournée prend son envol. Une fois encore, Katy Perry propose un dispositif scénique très élaboré dans lequel chaque chanson a droit à son univers visuel.
La tournée Witness permet à l'artiste de se produire en Afrique pour la première fois de sa carrière alors qu'elle donne trois concerts à Johannesbourg. La série de spectacles se conclut sur 2 concerts à Auckland en Nouvelle-Zélande au mois d’août 2018. Contrairement à l’album, la tournée connait un vif succès critique et commercial. Après la tournée, Katy annonce vouloir faire une pause dans sa carrière musicale pour se consacrer à d'autres projets et principalement à sa relation avec Orlando Bloom.
Elle devient juge dans l'émission American Idol sur ABC en Mars 2018 aux côtés de Luke Bryan et Lionel Richie. Elle signe un contrat de 25 millions de dollars pour la saison, elle devient ainsi la juge la plus payée à la télévision. Elle enregistre une version de la chanson Waving Through a Window de la comédie musicale Dear Evan Hansen pour promouvoir la tournée nationale du spectacle, mais également pour sensibiliser à la dépression.
Le 15 novembre 2018, elle dévoile la chanson Cozy Little Christmas exclusivement sur Amazon Music. Elle enregistre également la chanson Immortal Flame pour le jeu vidéo Final Fantasy Brave Exvius et possède son propre personnage.

### American Idol(2019)

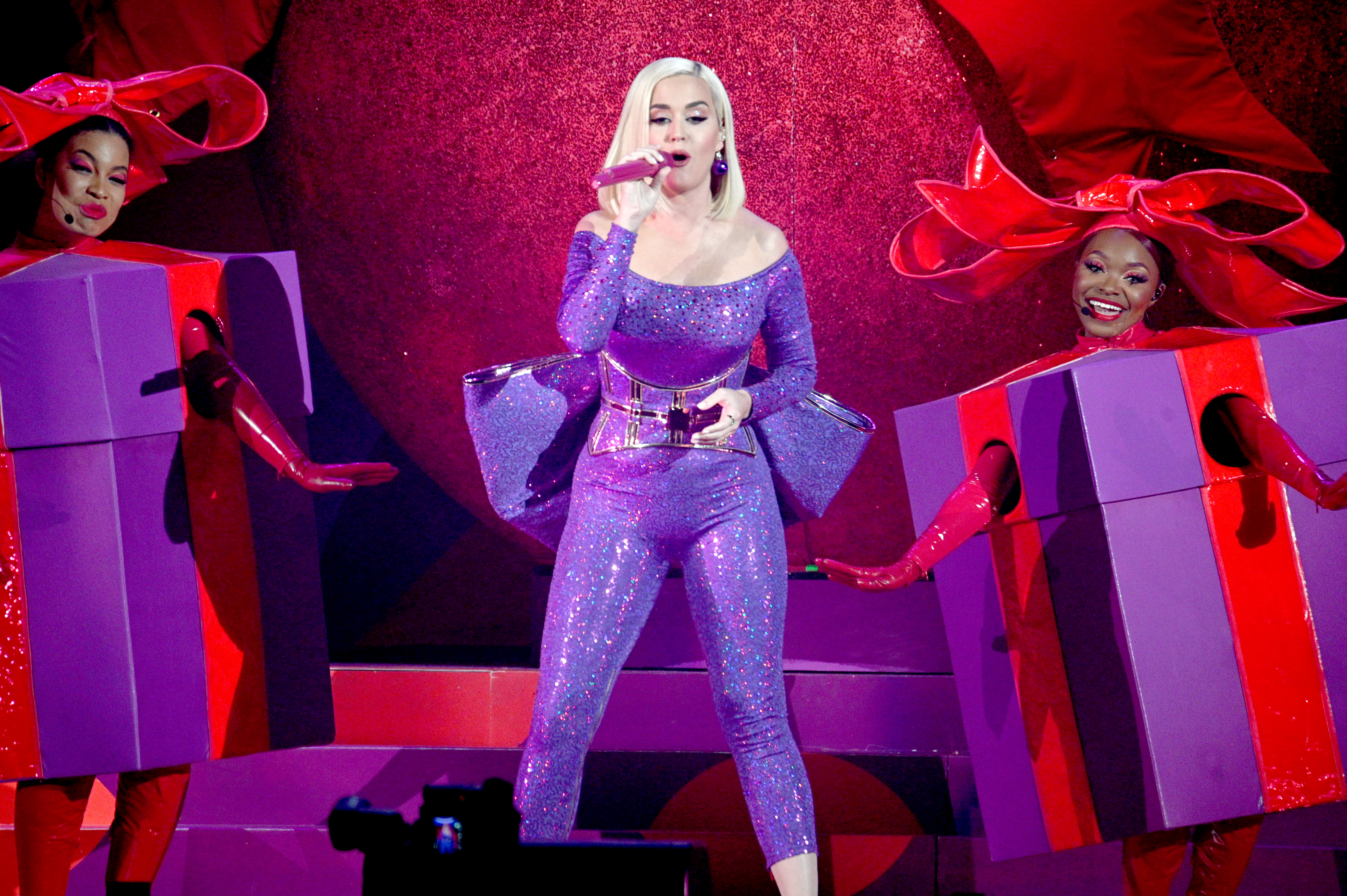
Perry performant au B96 Radio Jingle Bash à Chicago, en décembre 2019.

Le 14 février 2019, elle sort la chanson 365 en collaboration avec Zedd ainsi que la vidéo officielle. Elle interprété la chanson trois fois sur scène, deux fois lors du Capital One JamFest à Minneapolis (1 ayant été filmée pour une diffusion TV sur CBS le lendemain) et une autre lors du set de Zedd au festival Coachella.
En mars 2019, elle est de nouveau juge dans la saison 2 de l'émission American Idol sur ABC. Elle signe encore une fois un contrat de 25 millions de dollars. Le 17 avril 2019, le chanteur hispanique Daddy Yankee annonce qu'un remix de son tube Con Calma sortirait prochainement en featuring avec Katy Perry. C'est en postant une vidéo sur son compte Instagram, écoutant le remix, qu'il confirme les rumeurs. Les deux artistes se sont ensuite suivis mutuellement sur les réseaux sociaux et ont commencé à faire des interactions annonçant leur collaboration.
La chanson est finalement dévoilée le 19 avril accompagnée d'une lyric vidéo officielle sur la chaîne YouTube Officielle du chanteur. Le 19 avril 2019, est également sortie la chanson Earth ainsi que le clip du rappeur américain Lil Dicky. Plusieurs célébrités participent à ce projet et représentent chacune un animal (le poney étant le personnage de Perry). La chanson a pour but de sensibiliser la population notamment au réchauffement climatique et à la pollution de la planète. Tous les bénéfices seront donnés à la fondation de Leonardo DiCaprio, celui-ci participant aussi au projet.
Après le semi-échec de son précèdent album, Perry annonce vouloir faire une pause musicale pour se recentrer sur elle-même et revenir plus forte. Cependant, après ses collaborations avec Zedd et Daddy Yankee, la chanteuse déclare qu'elle ne veut pas repartir en tournée pour l'instant mais qu'elle publiera quelques musiques de temps en temps. Elle sort ainsi un nouveau single intitulé Never Really Over le 31 mai 2019. La chanson eu un succès relatif, puisqu'elle atteint la 15e place dans les classements américains.
Elle annonce qu'elle fera partie du jury de l'émission American Idol pour la troisième saison consécutive, toujours aux côtés de Luke Bryan et Lionel Richie. Le 9 août 2019, Perry sort Small Talk, un morceau co-écrit avec le chanteur Charlie Puth. Elle le décrit comme étant une suite directe à son précèdent single. Lors d'un direct sur Instagram, Katy annonce que NRO et Small Talk était 2 chapitres d'un livre et qu'elle avait hâte de dévoiler les suivants.
Le 16 octobre 2019, elle dévoile la chanson Harleys In Hawaii. Le 31 octobre 2019, Cozy Little Christmas, son titre dévoilé le Noël précédent est enfin proposé sur toutes les plateformes ainsi que le clip quelques semaines plus tard.

### Smile(2020–2021)
Le 5 mars 2020, la nouvelle chanson de Katy Perry Never Worn White est publiée, annonçant par la même occasion son futur mariage et sa grossesse. Le 7 mai 2020, Perry dévoile la pochette de son prochain single nommé Daisies sur les réseaux sociaux et annonce qu'il sera publié le 15 mai 2020. Celui-ci est officialisé comme étant le 1er issu de son cinquième album. Elle dévoile la vidéo officielle, très minimaliste, due à la pandémie de Covid-19. Elle profite de la finale d'American Idol — elle y est juge pour la 3e année consécutive — pour donner un visuel à la chanson. Elle la joue en interagissant avec un décor en trois dimensions représentant une maison colorée. Elle est l'une des premières artistes à utiliser cette technologie à la télévision. Une vidéo lyrique en format animé reprenant le même principe est ensuite publiée.
Katy Perry confirme lors de plusieurs interviews en visioconférence que son album sortira le 14 août 2020. Elle le décrit comme étant le reflet de son propre vécu depuis l'ère de Witness, comportant les périodes de dépression, les problèmes de santé mentale, jusqu'à sa « renaissance » et son bonheur retrouvé. Ce dernier est, d'après Perry, un « mix » de ses trois albums précédents.
Malgré la pandémie mondiale et la naissance très prochaine de sa fille, Katy Perry reste très active en publiant un très grand nombre de contenus divers pour promouvoir l'album. Elle continue de donner des interviews aux médias par vidéo et est présentée comme étant l'une des têtes d'affiche de l'édition 2020 du festival Tomorrowland. Ce dernier a lieu les 25 et 26 juillet, avec une diffusion exclusivement numérique. La performance de Perry est décrite comme étant « très visuelle », « spectaculaire » et comporte des effets spéciaux. Le clip de la chanson Smile est publié le 14 août 2020 sur YouTube. Katy Perry y est déguisée en clown. Le 21 août 2020, Katy Perry dévoile une version acoustique de son nouveau titre intitulé What Makes a Woman. Cette chanson met en valeur « la beauté et la richesse des femmes » : Perry tourne en dérision les idées toutes faites sur les femmes et « clame son envie de liberté ». Le texte se rapporte également à « l'ancienne » Katy Perry de l'ère de son album Witness, notamment avec ses cheveux courts qui lui ont valu de nombreuses critiques.
Le 26 août 2020, Katy Perry dévoile un clip animé de son titre Never Really Over. À la suite d'un retard de production, la sortie de l'album est repoussée au 28 août. En simultané avec la sortie — comme pour la chanson Never Really Over quelques jours plus tôt —, toutes les chansons sont accompagnées d'une vidéo animée chacune, série intitulée The Smile Video Series. Le 12 novembre 2020, Katy Perry sort un remix de la chanson Resilient avec Tiësto et Aitana en partenariat avec Coca-Cola. La chanson devient l'hymne de la campagne 2021 de la marque, qui a pour thème la résilience. Un clip pour la chanson Not the End of the World sort le 21 décembre.
En 2021, elle reprend pour la 4e fois son siège de juré dans American Idol. Le 21 janvier 2021, Perry chante en direct Firework lors du final de l'émission Celebrating America en l'honneur de l'investiture du nouveau président des États-Unis, Joe Biden. Le 23 avril 2021, elle dévoile un remix de sa chanson Cry About It Later en collaboration avec les artistes brésiliens Luisa Sonza et Bruno Martini.

### ᑭᒪᗩY(2021–2023)

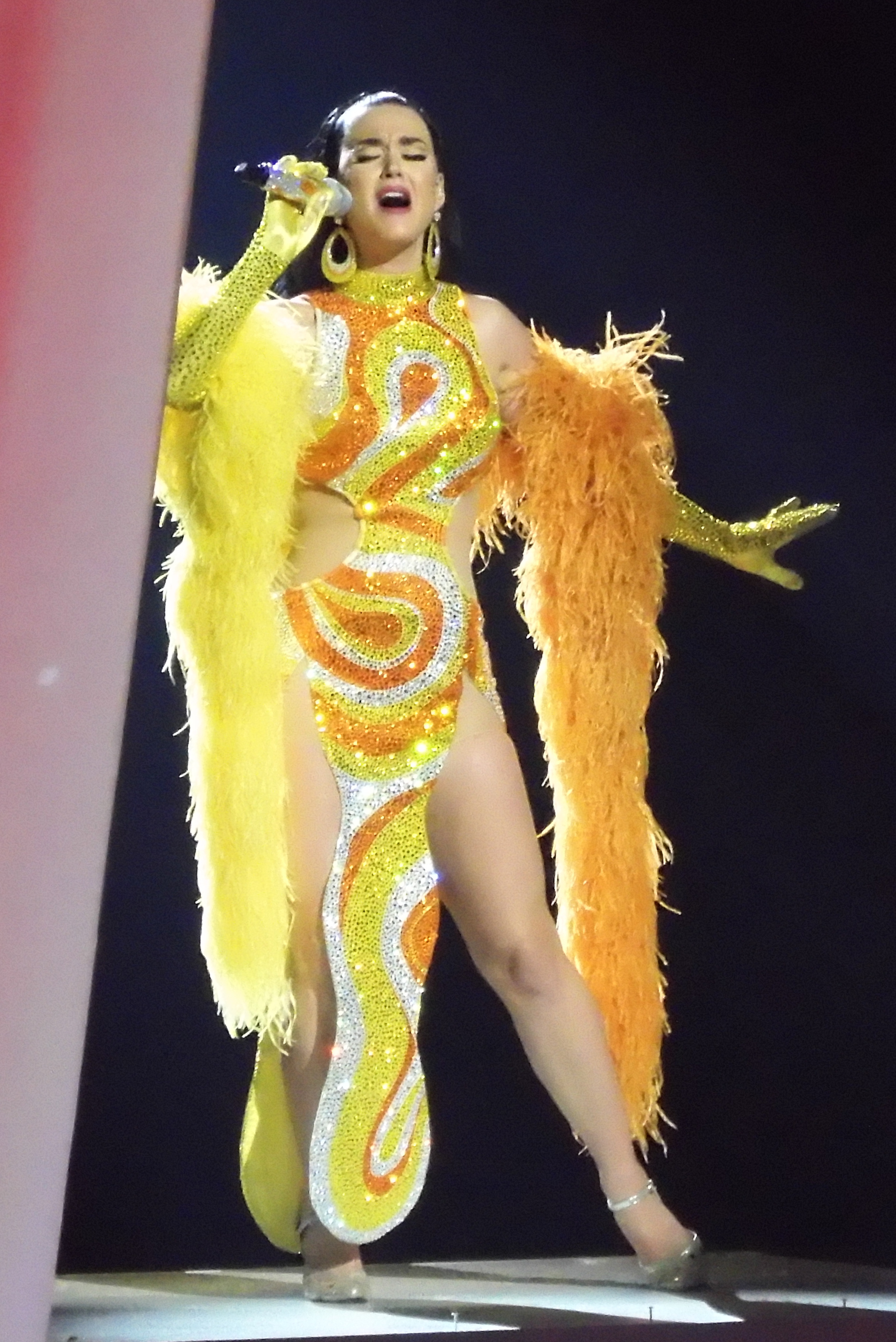
Katy Perry lors de son concert Play en 2022.

Le 10 mai 2021, Katy Perry annonce que sa chanson Electric pour les célébrations des 25 ans de la franchise Pokemon sera dévoilée le 14 mai, accompagnée du clip.
La même semaine, elle annonce également sa résidence au Resorts World Las Vegas, intitulée ᑭᒪᗩY et qui débutera le 29 décembre 2021. Le 25 octobre 2021 elle dévoile la reprise des Beatles All You Need Is Love pour la campagne de Noël de la marque GAP. En décembre, Perry sort une collaboration avec Alesso intitulée When I'm Gone.
La résidence ᑭᒪᗩY est la première résidence animée par Katy Perry, la chanteuse y enchaîne de nombreux hits qui ont émaillé sa carrière dont Firework, Chained to the Rhythm, Roar, Never Really Over, Teenage Dream ou encore I Kissed a Girl. Les huit première dates sont annoncées en mai 2021, mais la résidence est prolongée à la suite d'une forte demande du public. Le 10 avril 2023, Katy Perry annonce que le dernier show se déroulera le 4 novembre 2023, près de deux ans après le premier show.
En 2022, Katy Perry fait une apparition remarquée au Met Gala, dans une robe signée Oscar de la Renta s'inspirant d'une peinture représentant Agnès Sorel, maîtresse du roi de France Charles VII.
Le 14 mai 2023, Katy Perry participe au concert du couronnement du roi Charles III. Elle clôt l'évènement, en chantant deux de ses chansons : Roar et Firework

### 143(depuis 2024)
Le teasing du sixième album studio de Katy Perry, 143, commence le 13 avril 2024 à l'occasion du Breakthrough Prize, à Los Angeles. Lors de son arrivée, la chanteuse arbore un sac transparent portant l'inscription « KP6 : TOP SECRET ». Plus tard, ce sont ses comptes de réseaux sociaux qui changent d'apparence, avec un fond orange et ses initiales, KP. Katy Perry partage ensuite plusieurs extraits de sa chanson Woman's World sur ces mêmes comptes et la chanson paraît le 11 juillet 2024.
Le 8 août 2024, Katy Perry sort un second single, Lifetimes, chanson inspirée par sa fille et également à paraître sur l'album, dont la sortie est prévue pour septembre 2024. Le 13 septembre 2024, Katy Perry dévoile I'M HIS, HE'S MINE, en duo avec la rappeuse américaine Doechii, nouvel extrait de son album 143, à paraître à la fin du mois. Le titre est samplé sur le célèbre tube house 90's Gypsy Woman (She's Homeless) de Crystal Waters. Le titre est produit par Dr. Luke.

## Environnement artistique

### Style musical et influences
Katy Perry a une gamme vocale contralto. Elle cite le chanteur du groupe Queen, Freddie Mercury, comme étant sa plus grande influence. Elle a rendu hommage au groupe en donnant à son troisième parfum le titre de l'une de leurs chansons Killer Queen. Elle déclare aussi dans une interview : « L’un de mes modèles, c’est Gwen Stefani. Elle est la perfection incarnée ! On n’entend jamais rien de négatif à son sujet. La musique est sa priorité et tout le reste passe au second plan ». Elle cite aussi Édith Piaf, Billie Holiday, Ella Fitzgerald et dans les artistes contemporains Madonna, Patty Griffin, Jonatha Brooke, Sia Furler, Alanis Morissette, Jessie Ware ou Fiona Apple.

### Image publique et mode

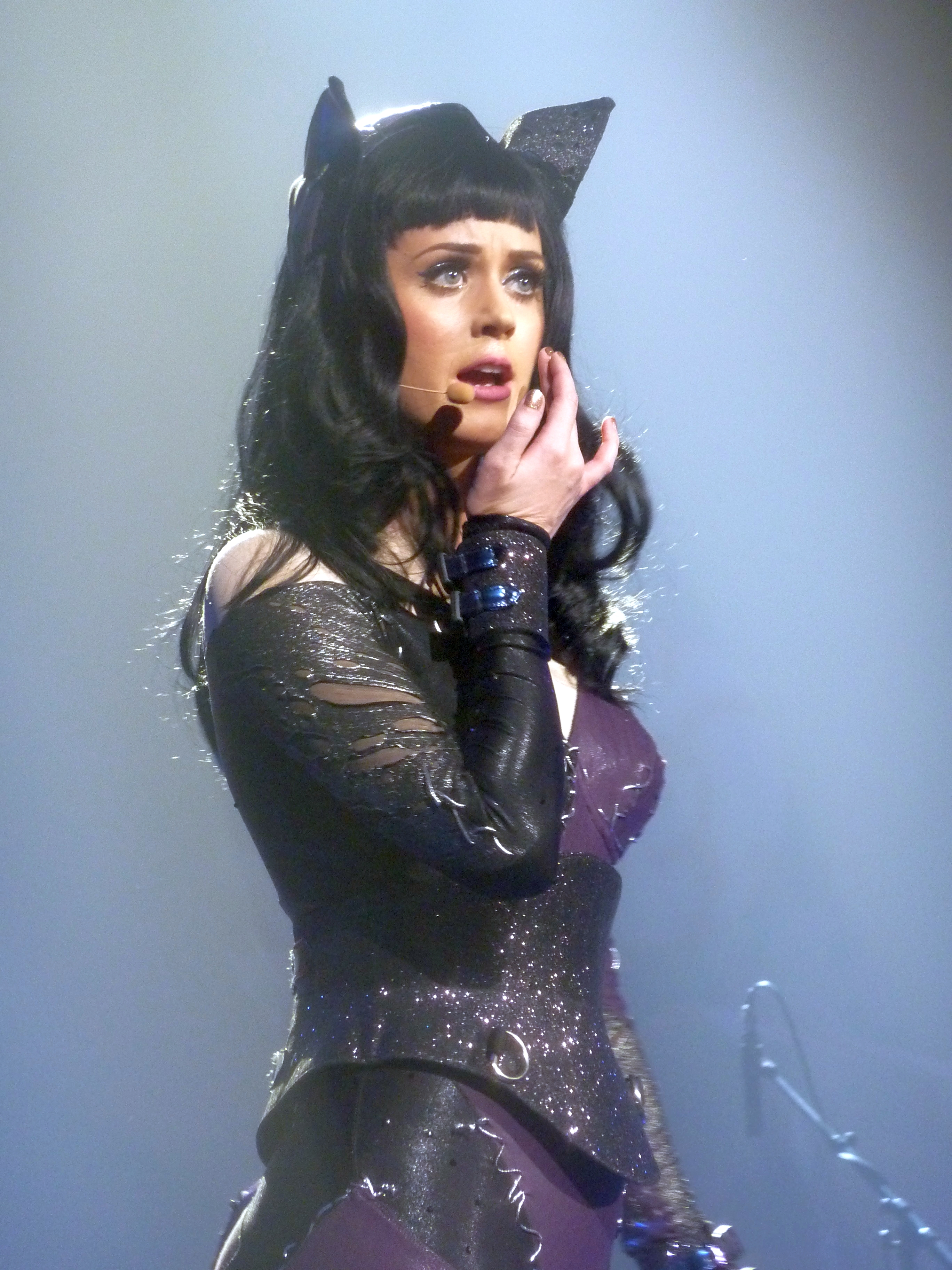
Katy Perry à Paris en 2011.

Katy Perry cultive une image excentrique, avec notamment des tenues signées Jeremy Scott, Manish Arora (en) ou Jean-Charles de Castelbajac. Elle définit son style de mode comme « une sorte de concoction de choses différentes ». Sa mode attire l'attention de nombreux stylistes. Robe souvent fantaisiste, avec des couleurs vives, des tenues rétro, elle est souvent vêtue telle une pin-up des années 1960, et a su imposer son style original, excentrique dans le monde de la mode. En 2011, Katy Perry a été classée deuxième femme la plus sexy du monde, 6e en 2012 puis 16e en 2013 selon la liste des 100 femmes les plus sexy par le magazine FHM. En outre, Katy Perry est une fervente partisane des droits des homosexuels. Elle déclare au site Dosomething.org : « Je suis une militante gay et je le dis avec fierté. » Elle a voté « non » à la Proposition 8 (4 novembre 2008 en Californie, l'amendement déclare que le mariage est défini comme une union exclusive entre un homme et une femme).
Katy Perry soutient Barack Obama dans sa course à la réélection en 2012 en raison de sa position sur le mariage du même sexe, et de croire en « l'égalité des droits pour tous ». Début décembre 2013, Katy Perry est nommée ambassadrice de bonne volonté de l'UNICEF. La nomination a été faite par le directeur exécutif, Anthony Lake, lors d'une cérémonie à New York (États-Unis).
En juin 2015, le magazine Forbes annonce qu'elle est l'artiste ayant gagné le plus d'argent sur les douze derniers mois avec une somme de 135 millions de dollars, ce qui fait d'elle la troisième célébrité la mieux payée au monde à cette date, derrière Manny Pacquiao et Floyd Mayweather. En 2018, elle est l'artiste féminine la mieux payée avec 83 millions de dollars devant Taylor Swift. En 2024, sa valeur nette est estimée à 400 millions.

## Vie personnelle
Le premier petit ami de Katy Perry est Justin York, le frère aîné du musicien Taylor York, de 2002 à 2005,. Elle fréquente ensuite l'acteur américain Johnny Lewis, de septembre 2005 à mars 2006.
En 2006, elle rencontre le chanteur et rappeur Travie McCoy, membre des Gym Class Heroes, dans un studio d'enregistrement à New York. Elle apparaît d'ailleurs dans son clip Cupid's Chokehold. Ils se séparent en décembre 2008.
Durant l'été 2008, elle rencontre l'humoriste et comédien britannique Russell Brand, sur le tournage du film American Trip — avec qui elle se met en couple en septembre 2009. Ils se fiancent le 31 décembre 2009 lors d'un séjour en amoureux au Rajasthan, puis se marient le 23 octobre 2010 au Rajasthan également, en respectant les coutumes et traditions indiennes. Le 30 décembre 2011, l'humoriste annonce avoir demandé le divorce, citant des « désaccords insurmontables » après quatorze mois de mariage et deux ans de vie commune. À la suite de leur séparation brutale, Katy Perry sombre dans la dépression et envisage même de se suicider. Leur divorce est prononcé le 16 juillet 2012.
En novembre 2012, elle officialise son couple avec le musicien John Mayer, qu'elle fréquente depuis l'été. Ils se séparent en février 2014. D'avril 2014 à mars 2015, elle fréquente le DJ américain Diplo.
En janvier 2016, elle officialise sa relation avec l'acteur britannique Orlando Bloom, mais ils se séparent en février 2017, avant de reformer un couple au printemps 2018. En juin 2020, la chanteuse déclare avoir songé au suicide après leur séparation. Le couple se fiance le 14 février 2019 puis, en mars 2020, Katy Perry révèle dans son clip Never Worn White être enceinte de leur premier enfant. Le 26 août 2020, elle donne naissance à leur fille, prénommée Daisy Dove Bloom.
Lors d'un gala le 18 mars 2017 organisé par la Human Rights Campaign à Los Angeles, elle reçoit le National Equality Award et évoque les thérapies de conversion, avouant avoir « prié pour conjurer ses pensées gays » (en anglais: « prayed the gay away »). Militante pour les droits LGBT, Katy Perry est elle-même ouvertement bisexuelle.

## Autres activités

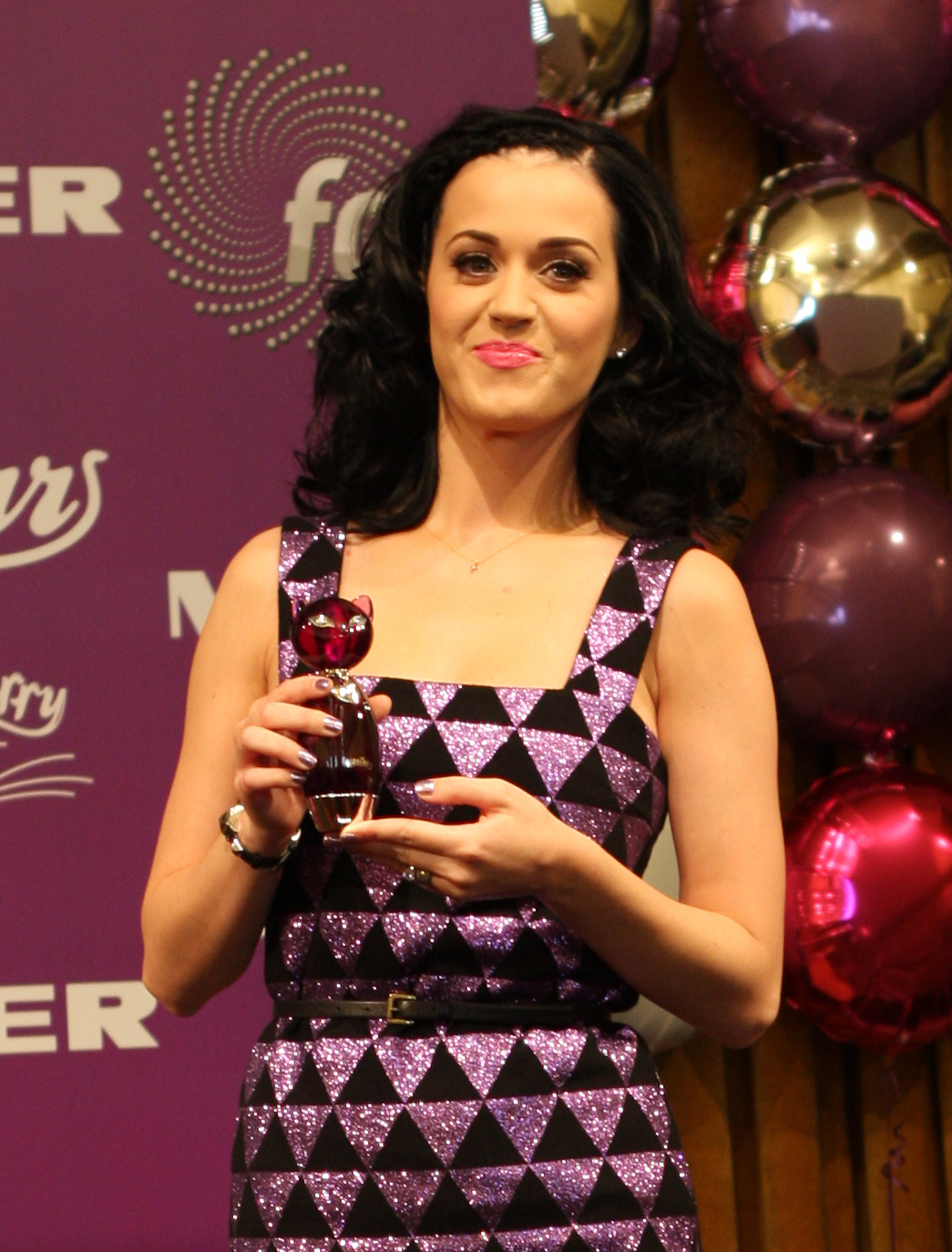
Katy Perry à la présentation de son premier parfum Purr.

### Entreprenariat et publicité
Katy Perry est la créatrice de six parfums : le premier, Purr, lancé au début de l'été 2011, suivi par Meow en octobre 2011, par Killer Queen en 2013. Mad Potion, son nouveau parfum, sort en juillet 2015, suivi par Mad Love en 2016 et Indivisible en 2018.
En 2011, elle fait une apparition dans la pub Adidas is All In et, l'année suivante, est nommée ambassadrice des Sims 3. Une édition collector du jeu additionnel Les Sims 3: Showtime paraît, dans lequel Katy Perry figure comme Sim avec des reproductions de ses décors de scène et de sa carrière. Toujours pour Les Sims 3, elle est l'effigie du kit d'extension Les Sims 3 Katy Perry : Délices Sucrés. En 2013, elle est égérie de la marque de chips POPCHIPS. Elle réalise d'ailleurs une pub Katy and the PopCats, dont elle est la vedette avec des chats. Depuis 2014, elle est égérie de la marque Covergirl, une célèbre marque de maquillage aux États-Unis. Elle est également associée avec la marque de vêtement Claire's pour faire des accessoires pour la tournée du Prismatic World Tour courant 2014 et 2015
En 2015, elle devient l'égérie de la marque de mode italienne Moschino pour la collection Automne-Hiver. Elle est également l'égérie de Toyota pour le marché Thailandais. À la fin de novembre 2015, Katy Perry dévoile une chanson appelée Everyday's a Holidays pour la marque de vêtement H&M, dont la chanson est utilisée dans la publicité pour la collection de Noël du magasin où elle apparait.
En 2017, elle sort sa propre marque de chaussures « Katy Perry collections ». Elle participe à la conférence internationale au Vatican Unite to Cure en avril 2018, conférence dont le but est de réfléchir et de discuter du futur de la médecine. Durant cette conférence, elle parle des bienfaits de la méditation avec Bob Roth.
Elle est depuis 2019 co-investisseuse, avec son compagnon Orlando Bloom et trois autres personnes, de la société Bragg Live Food Products. C'est le 1er producteur de cidre de pomme au monde et est implanté à Santa Barbara. Bragg est devenue une marque d'aliments naturels bien connue depuis sa création en 1912 par le célèbre défenseur de la santé, Paul Bragg.
Perry est la 3e chanteuse la mieux payée de la décennie (2010-2020) avec 524 millions de dollars juste derrière Beyoncé (543 millions) et Taylor Swift (743,5 millions).

### Philanthropie

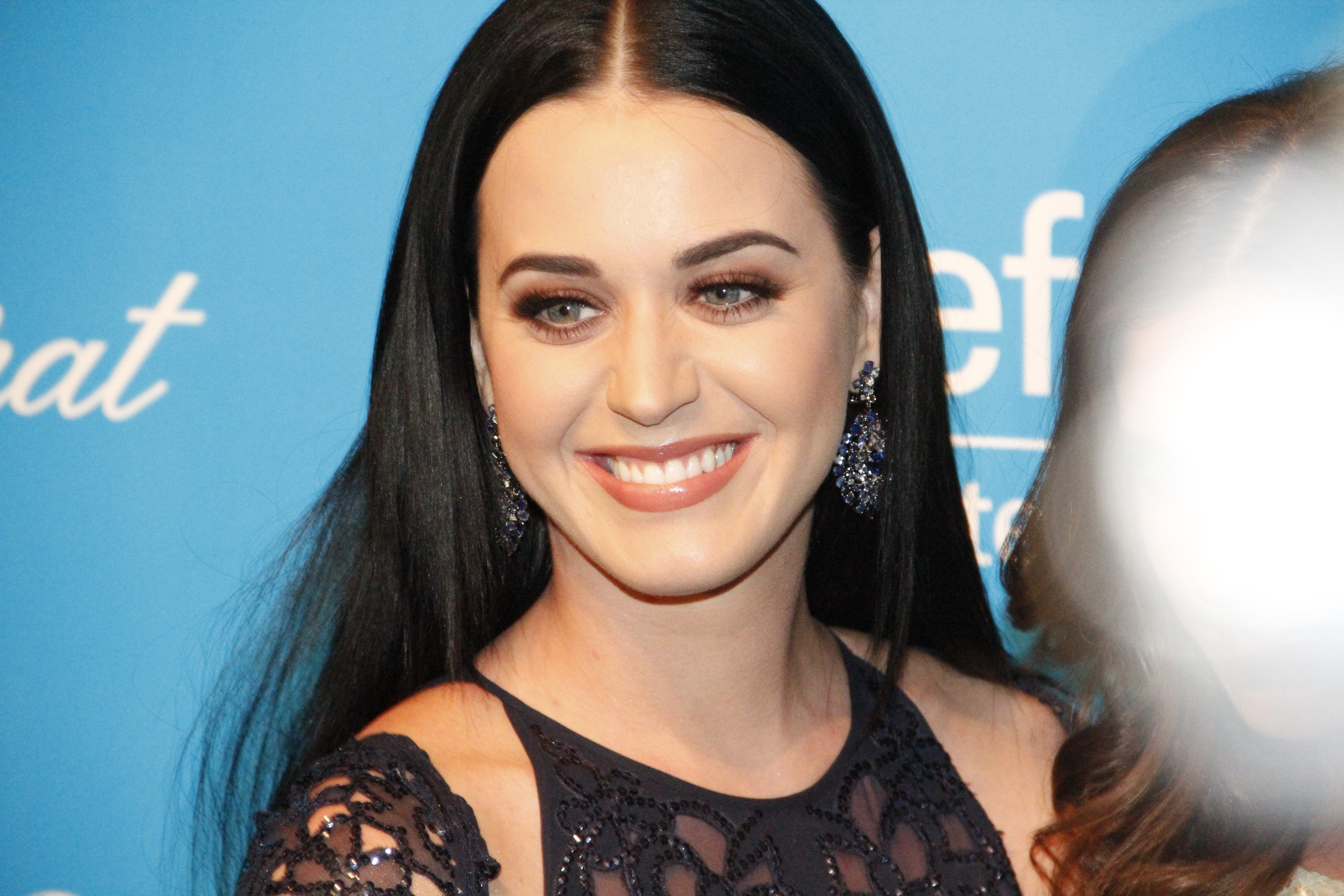
Katy Perry à un évènement en l'honneur de l'UNICEF.

Le 16 mai 2009, Katy Perry chante Hot N Cold pour l'ouverture de la cérémonie annuelle du Life Ball à Vienne en Autriche pour soutenir la lutte contre le SIDA.
Elle crée un t-shirt pour H&M, dont 10 % des bénéfices sont reversés à l'association Fights Against Aids.
Elle a aussi présenté un mini-concert en mai 2009 au Japon pour l'occasion, dans un magasin H&M. Après la catastrophe de Fukushima, la chanteuse met en vente lors du California Dream Tour des tubes lumineux dont les bénéfices sont entièrement versés à la Croix-Rouge japonaise.
Pour son anniversaire le 25 octobre 2012, elle demande à ses admirateurs via Twitter de faire une donation à la Fondation David-Lynch pour offrir la méditation transcendantale, qu'elle pratique depuis 2010, aux victimes de stress post-traumatique.
En décembre 2013, Katy Perry devient l'ambassadrice de bonne volonté de l'UNICEF avec qui elle avait déjà effectué un voyage à Madagascar plus tôt en 2013.
Le 5 novembre 2015 au Carnegie Hall de New York, Katy Perry participe à un concert de bienfaisance de la Fondation David-Lynch intitulé Le changement commence de l'intérieur qui propose la méditation transcendantale pour lutter contre le stress. Elle partage la scène avec Sting, Jerry Seinfeld, Angelique Kidjo, et Jim James des My Morning Jacket. Katy Perry déclare : « J'ai commencé à méditer il y a environ cinq ans, et cela a changé ma vie. » Elle a encouragé son équipe à pratiquer la méditation transcendantale durant sa tournée 2014 et elle a déclaré à la foule : « Cela a changé la façon de voir les choses et cela a changé mon attitude. Vous savez, quand vous avez une journée minable et que tout semble aller de travers ? Alors je me retire durant vingt minutes [de méditation] et ensuite je suis de retour. »
Le 11 avril 2019, elle reçoit un prix d'honneur lors de la 10e cérémonie annuelle des DVF Awards pour son travail avec l'UNICEF et son combat pour les droits de la communauté LGBTQ Le 10 septembre 2020, elle est honorée du Gracies Impact Awards from the Alliance for Women in Media Foundation (AWMF) à la 45e cérémonie des Gracies Awards.
Selon la fondation British Asian Trust India, Katy aurait fait un don d'environ 26 millions de roupies indiennes (soit 3,5 millions de dollars). Ce montant sera utilisé pour acheter des fournitures d'oxygène en Inde. La chanteuse a également contribué à collecter plus de 1,8 million de dollars lors d'une campagne de financement.
Le 11 février 2023, Katy Perry annonce via sa page twitter faire un don pour aider la Turquie en réaction des dramatiques tremblements de terre survenus quelques jours plus tôt.

### Politique

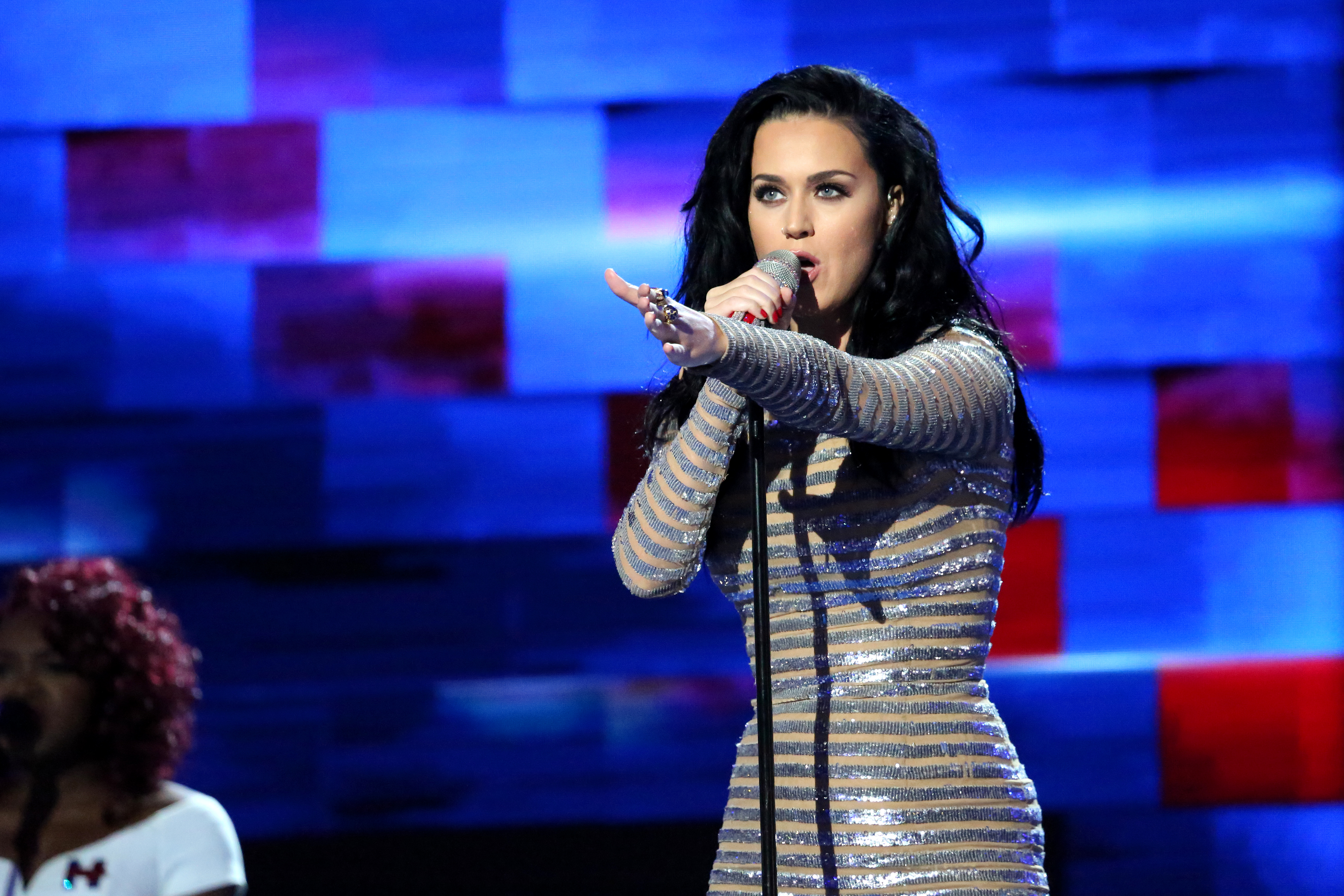
Katy Perry lors d'un meeting d'Hillary Clinton en 2016.

Perry a ouvertement soutenu Barack Obama lors de ses deux mandats en tant que président des États-Unis. Elle s'est produite à plusieurs événements présidentiels et a même été invitée à la maison-Blanche.
Katy Perry soutient Hillary Clinton pour l'élection présidentielle américaine de 2016. Elle s'oppose catégoriquement à Donald Trump comme étant le prochain président des États-Unis. Lors de l'élection présidentielle américaine de 2020, elle soutient Joe Biden. La chanteuse utilise ses comptes sur les réseaux sociaux pour inciter les Américains à voter pour ce dernier. Elle chantera sa chanson Firework en bouquet final lors de la soirée d'inauguration de l'élection de Joe Biden en tant que 46-ème président des Etats-Unis.
Lors des élections municipales de Los Angeles en 2022, en publiant un selfie réalisé dans l'isoloir, elle incite à voter pour Rick J. Caruso, milliardaire catholique, démocrate et dont la principale adversaire est Karen Bass, démocrate soutenue par le président Joe Biden.

### Mission spatiale NS-31
Le 27 février 2025, Blue Origin annonce que Katy Perry fera partie de l’équipage de la mission NS-31, un vol suborbital prévu pour le lundi 14 avril depuis le site de lancement de la société au Texas. Cette mission, la première entièrement féminine depuis le vol de Valentina Terechkova en 1963, réunit Perry avec Aisha Bowe, Amanda Nguyen, Gayle King, Kerianne Flynn et Lauren Sánchez. Le 14 avril, l’équipage effectue avec succès ce vol suborbital de 11 minutes, dépassant la ligne de Kármán à 100 kilomètres d’altitude et vivant plusieurs minutes d’apesanteur,. Perry, qui rejoint ainsi d’autres célébrités comme William Shatner ayant volé avec Blue Origin, déclare que cette expérience a inspiré sa fille et d’autres à « viser les étoiles ».
En dépit de ce succès technique de la mission, celle-ci a été vivement critiquée pour son impact environnemental, la chanteuse ayant contribué à « générer à elle seule au moins 15 tonnes de CO2, en onze minutes de vol. C'est à peu près l'équivalent des émissions d'un Français en un an et demi ».

## Polémiques
La chanteuse a fait l'objet de plusieurs polémiques. Cela a commencé dès le tout début de sa carrière, lors de la publication du single promotionnel intitulé Ur So Gay. Perry y raconte l'histoire de son petit ami qui prête énormément attention à son physique et fait tout pour être parfaitement attrayant. Elle le décrit comme « Gay » même s'il n'aime pas les garçons. Cette chanson lui vaut les « foudres » des associations de défenses des droits LGBT qui n'hésitent pas à définir Perry comme étant une personne homophobe,.
Peu de temps ensuite, le second single de son premier album, I kissed a girl (qui lui apporte une renommée mondiale), attire également les foudres. Ici c'est l'Amérique puritaine qui est outrée. Perry étant une fille de pasteur, elle y scande son aventure avec une femme et avoue avoir adoré ça. C'est l'une des premières chansons où une artiste évoque ouvertement une relation sexuelle LGBT. Cette chanson est aujourd'hui devenue un hymne à la tolérance LGBT et est l'un des classiques de la discographie de Perry,.
En 2013, le clip de Roar contient des séquences avec plusieurs animaux sauvages et attire l'attention des associations de défense des animaux notamment la PETA.
Lors des American Music Awards 2013, elle entre sur scène pour chanter Unconditionally dans une tenue de geisha. Elle est accusée d'appropriation culturelle dans le monde entier. Katy Perry explique son désir de vouloir rendre hommage à la beauté et à la culture japonaise,.
Katy Perry a, comme Lady Gaga, Miley Cyrus et d'autres, été accusée de satanisme, alimentant nombre de sites sur internet. Elle a été accusée de blasphème pour son clip Dark Horse, et, en interprétant ce titre aux Grammy Awards de 2014, a provoqué le départ de la chanteuse de gospel Natalie Grant, offensée par le spectacle et les paroles de la chanson. Un passage du clip où un médaillon portant le nom de Dieu était détruit a finalement été coupé à la suite d'une pétition lancée par un internaute musulman de Grande-Bretagne.
En 2019, Josh Kloss — un acteur et mannequin américain — accuse d'agression sexuelle la chanteuse lors du tournage du clip de « Teenage Dream », neuf ans plus tôt. En 2020 la chanteuse déclarera par rapport à cela « Je pense que nous vivons à une époque où tout le monde peut dire n’importe quoi ».

## Discographie
La discographie de Katy Perry se compose de sept albums studio solo, un album studio collaboratif avec The Matrix, une réédition, sept extended plays (EPs), 42 singles (dont quatre en tant qu'artiste vedette), 12 single promotionnels et une album live.

## Tournées et résidence

### En tête d'affiche
- 2009 : Hello Katy Tour
- 2011 : California Dreams Tour
- 2014-2015 : Prismatic World Tour
- 2017-2018 : Witness: The Tour
- 2025 : The Lifetimes Tour

### Co-tête d'affiche
- 2001 : Strangely Normal Tour avec Phil Joel

### Résidence
- 2021-2023 : Play

## Filmographie
Sauf indication contraire, les informations mentionnées dans cette section peuvent être confirmées par la base de données cinématographiques IMDb,  présente dans la section « Liens externes ».
Cette section répertorie seulement les fictions, y compris si Katy Perry y interprète son propre rôle.

### Télévision
- 2008 : Wildfire (série télévisée), saison 4, épisode Nous deux (Life's Too Short) : elle-même
- 2010 : Les Simpson (The Simpsons) (série télévisée), saison 22, épisode La Bataille de Noël (The Fight Before Christmas) : elle-même (épisode spécial utilisant des prises de vues réelles)
- 2011: Saturday Night Live (émission de télévision), saison 37, épisode 9 : divers rôles (sketchs - elle est par ailleurs une des invitées principales de cette émission)
- 2011 : How I Met Your Mother (série télévisée), saison 6, épisode Pauvre Chérie (Oh Honey) : Honey (Chérie en VF), la cousine de Zoey
- 2012 : Raising Hope (série télévisée), saison 2, épisode Les Femmes au pouvoir (Single White Female Role-Model) : Rikki Hargrove
- 2014 : Kroll Show (en) (série télévisée), saison 2, épisode Blisteritos Presents Dad Academy Graduation Congraduritos Red Carpet Viewing Party : elle-même
- 2019 : American Housewife (série télévisée), saison 3, épisode American Idol : elle-même
- 2020 : The Rookie : Le Flic de Los Angeles (The Rookie) (série télévisée), saison 2, épisode Dans la nuit (The Overnight) : elle-même (avec le jury d'American Idol)

### Cinéma
- 2016 : Zoolander 2 (Zoolander No. 2) de Ben Stiller : elle-même
- 2016 : Popstar : Célèbre à tout prix (Popstar: Never Stop Never Stopping) d'Akiva Schaffer et Jorma Taccone : Katy (non créditée)

### Vidéos
- 2008 : House Party (publicité pour Adidas) : elle-même
- 2010 : Sesame Street: Hot and Cold : elle-même (passage musical initialement créé pour l'épisode 4238, mais coupé au montage puis diffusé séparément par Sesame Workshop sur sa chaîne YouTube)
- 2011 : Adidas Is All In (publicité pour Adidas) : elle-même
- 2021 : Transmissions from the Future de Jake Kasdan : elle-même (vidéo politique de campagne en faveur du vote des sénateurs américains pour le projet de loi For the People Act)

### Doublage
- 2011 : Les Schtroumpfs (The Smurfs) : la Schtroumpfette
- 2013 : Les Schtroumpfs 2 (The Smurfs 2) : la Schtroumpfette
- 2014-2016 : Pierre Lapin (série télévisée) : voix récurrente, rôle inconnu (27 épisodes)
- 2024 : Peppa au cinéma (Peppa's Cinema Party) de Gretchen Mallorie et Andrea Tran : Ms. Leopard

### Documentaires
- 2012 : Katy Perry: Part of Me
- 2014 : Katy Perry: Getting Intimate
- 2015 : Making Of The Pepsi SuperBowl Halftime Show
- 2015 : Jeremy Scott: The People's Designer
- 2017 : Katy Perry Live: Witness World Wide
- 2017 : Katy Perry: Will You Be My Witness?
- 2020 : Les Coulisses de Disney (Disney Insider) (série télévisée), épisode Aloha Idol, Singing Stargirl, Creating Onward (dans les coulisses des épisodes spéciaux de la saison 18 d'American Idol à Hawaï)

## Émissions de télévision
Sauf indication contraire, les informations mentionnées dans cette section peuvent être confirmées par la base de données cinématographiques IMDb,  présente dans la section « Liens externes ».
Cette section n'a pas vocation à répertorier les émissions dans lesquelles Katy Perry est une simple invitée.
- 2009 : Who Wants to Be a Millionaire, émission spéciale caritative - participante
- 2010 : American Idol - jurée
- 2010 : The X Factor - jurée
- 2010 : Les Maçons du cœur (Extreme Makeover : Home Edition), saison 8, épisode Boys Hope/Girls Hope - invitée spéciale
- 2018-2024: American Idol - jurée
- 2020 : MasterChef Australia - jurée
- 2025 : RuPaul's Drag Race, saison 17, épisode 1 - juge invitée

## Distinctions
Katy Perry est principalement détentrice de quatorze People's Choice Awards, cinq MTV Video Music Awards, quatre Teen Choice Awards, quatre NRJ Music Awards, six MTV Europe Music Awards, cinq American Music Award et un BRIT Awards.